# Disa macrostachya
Disa macrostachya är en orkidéart som först beskrevs av John Lindley, och fick sitt nu gällande namn av Harry Bolus. Disa macrostachya ingår i släktet Disa och familjen orkidéer. Inga underarter finns listade i Catalogue of Life.